# フリードリッヒ・コンシリア
フリードリッヒ・コンシリア（Friedrich Koncilia, 1948年2月25日 - ）は、オーストリア出身の元サッカー選手、サッカー指導者。

## 来歴
選手時代はゴールキーパーとしてFCヴァッカー・インスブルック、RSCアンデルレヒト、FKアウストリア・ウィーンでプレー。主にFCヴァッカー・インスブルックの選手としてオーストリア・ブンデスリーガ優勝を8回、オーストリア・カップ優勝を6回を経験する。 
オーストリア代表では85キャップ、1978年FIFAワールドカップ・アルゼンチン大会、1982年スペイン大会にレギュラー選手としてチームの好結果に貢献した。
引退後は指導者となり、オーストリアU-21代表のゴールキーパーコーチ、FKアウストリア・ウィーンのスポーツディレクターやガンバ大阪ヘッドコーチ、監督などを歴任した。
2002年から2007年まではオーストリア4部に所属するバート・イシュルの監督を務めた。

## 所属クラブ
- SKアウストリア・クラーゲンフルト 1965-1969
- WSGヴァッテンズ 1969-1971
- FCヴァッカー・インスブルック 1971-1979
- RSCアンデルレヒト  1979
- FKアウストリア・ウィーン  1980-1985

## 代表歴

### 試合数
- 国際Aマッチ 85試合（1970年-1985年）[1]

| オーストリア代表 | 国際Aマッチ | 国際Aマッチ |
| 年               | 出場        | 得点        |
| ---------------- | ----------- | ----------- |
| 1970             | 3           | 0           |
| 1971             | 0           | 0           |
| 1972             | 1           | 0           |
| 1973             | 5           | 0           |
| 1974             | 1           | 0           |
| 1975             | 7           | 0           |
| 1976             | 8           | 0           |
| 1977             | 8           | 0           |
| 1978             | 11          | 0           |
| 1979             | 8           | 0           |
| 1980             | 4           | 0           |
| 1981             | 3           | 0           |
| 1982             | 9           | 0           |
| 1983             | 6           | 0           |
| 1984             | 7           | 0           |
| 1985             | 4           | 0           |
| 通算             | 85          | 0           |

## タイトル

### 選手時代
FCヴァッカー・インスブルック
- オーストリア・ブンデスリーガ:4回（1971-72、1972-73、1974-75、1976-77）
- オーストリア・カップ:3回（1972-73、1974-75、1977-78）
- ミトローパ・カップ:2回（1975、1976）

FKアウストリア・ウィーン
- オーストリア・ブンデスリーガ:4回（1979-80、1980-81、1983-84、1984-85）
- オーストリア・カップ:3回（1979-80、1981-82、1985-86）